# Можи-дас-Крузис
Можи́-дас-Кру́зис (порт. Mogi das Cruzes)  —  муниципалитет в Бразилии, входит в штат Сан-Паулу. Составная часть мезорегиона Агломерация Сан-Паулу. Находится в составе крупной городской агломерации Агломерация Сан-Паулу. Входит в экономико-статистический  микрорегион Можи-дас-Крузис. Население составляет 362 991 человек на 2007 год. Занимает площадь 725 км². Плотность населения — 500,7 чел./км².
Праздник города —  1 сентября.

## История
Город основан в 1560 году.

## Статистика
- Валовой внутренний продукт на 2005 составляет 4.425.513 mil реалов (данные: Бразильский институт географии и статистики).
- Валовой внутренний продукт на душу населения на 2005 составляет 12.092,00 реалов (данные: Бразильский институт географии и статистики).
- Индекс развития человеческого потенциала на 2000 составляет 0,801 (данные: Программа развития ООН).

## География
Климат местности: субтропический. В соответствии с классификацией Кёппена, климат относится к категории Cfa.

## Галерея

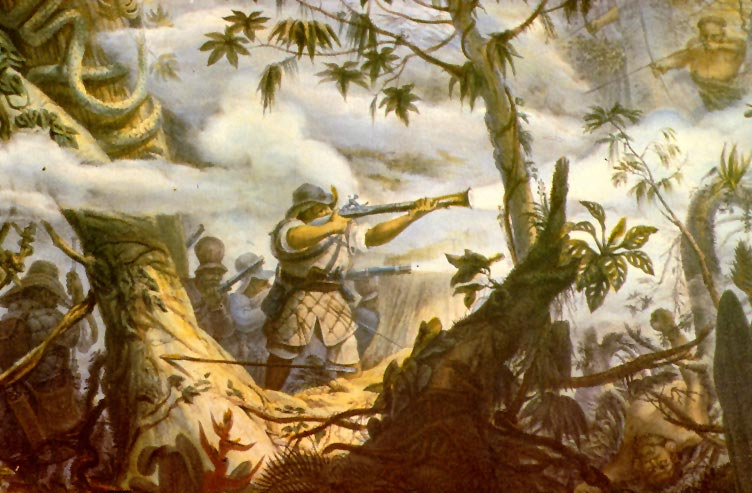
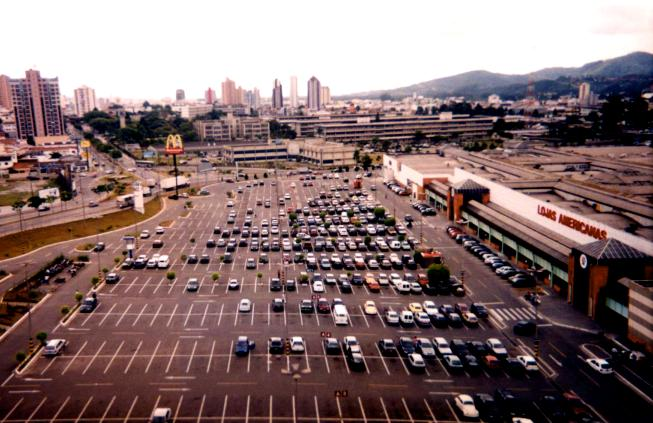
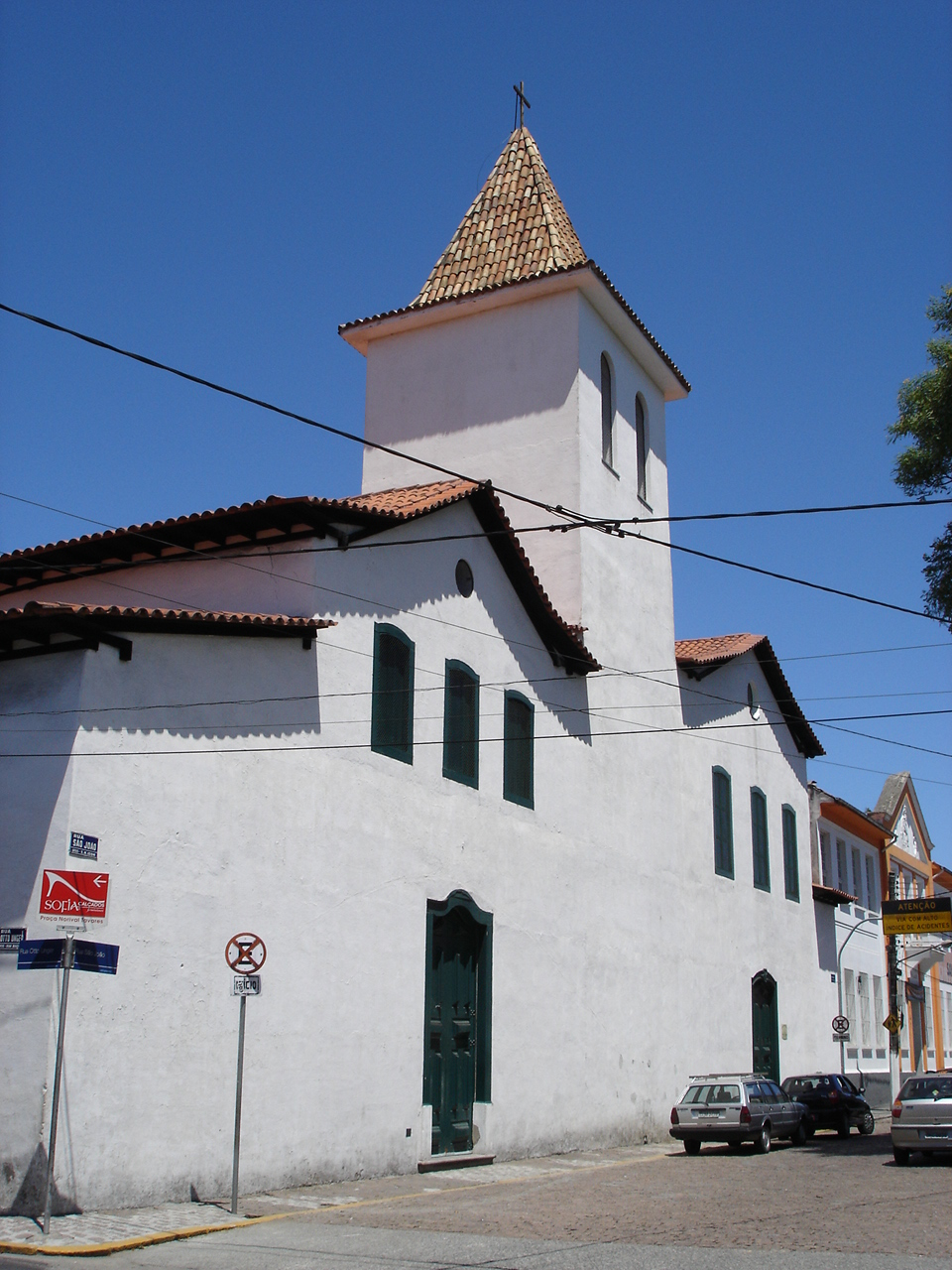
Собор